# Louis Emile Emmanuel Gilliéron

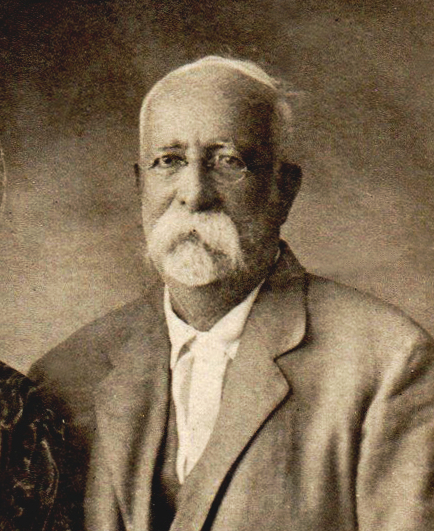
Gilliéron in Athene

Louis Emile Emmanuel Gilliéron (Villeneuve, 26 oktober 1850 - Athene, 1924), ook bekend als Emile Gilliéron vader, was een Zwitserse kunstenaar die bekendheid genoot als de eerst aanwezige tekenaar bij de archeologische vondsten in Griekenland rond eeuwwisseling. Hierdoor kon hij de kleuren vastleggen vooraleer deze veranderden door de inwerking van licht. Hij werd ook ingezet als restaurateur van fresco's in Knossos. 

## Levensloop
Hij werd gevormd in Bazel, München en Parijs, meer bepaald door de schilder Isidore Pils.In Parijs tekent hij veel antiquiteiten na in het Louvre.
In 1884 trouwde hij met Joséphine Zoechi (1866-1918) en in 1885 werd hun zoon Edouard Emile Giliéron (1885-1939) geboren, later bekend als Emile Gilliéron zoon.
In 1877 vestigde hij zich in Athene. Hij werd al snel erkend als een onderlegd archeologisch tekenaar, vooral door het Duits Archeologisch Instituut (D.A.I.). Hij werkte samen met Heinrich Schliemann.
Hij ontwierp de poster, de trofeeën en de herinneringszegels voor de eerste moderne olympische Zomerspelen in Athene in 1896.

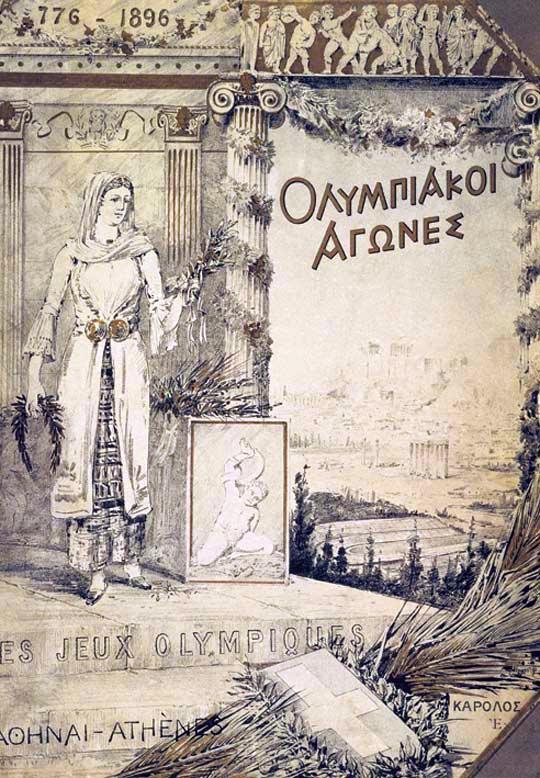
Poster van de Zomerspelen 1896 van de hand van Gilliéron vader

Zijn faam werd definitief gevestigd toen hij op de Parijse wereldtentoonstelling van 1889 zijn waterverftekeningen van de vondsten van de Akropolis van Athene toonde in het Griekse paviljoen.
Zijn grootste bekendheid verwierf hij toen Arthur John Evans hem in de lente van 1900 vroeg om naar Knossos in Kreta te komen. De samenwerking met Evans zou dertig jaar duren. Hij verzorgde de illustraties van de vier volumes van het boek van Evans The Palace of Minos at Knossos, dat werd uitgegeven tussen 1921 en 1936. De in Griekenland gedane vondsten werden zo bekend dat hij een susscesvolle handel kon opzetten in reproducties ervan. Zo verkocht hij waterverfschilderijen van de bas-reliefs van de Akropolis van Athene aan de Metropolitan Museum of Art in New York.
Rond 1909-10 hevelde vader Guilliéron zijn zaak over naar zijn zoon, die van de firma Gilliéron et fils een bloeiende onderneming maakte. Ook hij werkte nog samen met Evans.

## Werken

### Tekeningen
- de Ninnion tablet
- Herakles and Triton, 1919, waterverf, grafiet en krijt op papier, MET

### Gerestaureerde fresco's
Deze zijn controversieel omdat toendertijd het verschil tussen reproducties en interpretaties van een object niet zo scherp afgelijnd waren:
- De Prins van de lelies
- De schenker (een gedeelte van de processie fresco)

### Reproducties
- een gouden Vapheio beker , naar een beker die werd opgegraven in Vapheio, Laconia in 1889.[5]
- het fresco 'Dames in blauw' (ca. 1525-1450 v Chr.)[6], uit 1927.